# 結露 (片平里菜の曲)
「結露」（けつろ）は、片平里菜の7枚目のシングルである。2016年4月27日にポニーキャニオンから発売された。

## 解説
前作「この涙を知らない」から約3ヶ月ぶりのリリースとなるシングル。表題曲はテレビアニメ「迷家-マヨイガ-」のエンディング曲として書き下ろされた楽曲で、片平にとって初のアニメタイアップ曲となる。カップリング曲のうち「カフェイン」は好きな人にもっとかまってほしい女性心理を描いた曲。もう一方の「ながれぼしのうた」は童話をイメージして制作されたギター弾き語り曲となっている。
発売形態は初回限定盤、通常盤、「迷家-マヨイガ-」盤の3種類。初回限定盤には3rdワンマンツアー「そんなふうに愛することができる?」におけるZepp DiverCity公演の映像が収録されたDVD付き。「迷家-マヨイガ-」盤にはジャケットサイズのステッカーが付いている。
本作の発売に合わせ特設サイトが公開されており、タイトルに合わせ画面上に水滴が広がっていくようなデザインになっている。また表題曲のMVも制作されており、楽曲の世界観に合わせ全編スーパースローカメラで撮影されている。

## 収録曲
1. 結露 （4:46）
  - 作詞・作曲：片平里菜 / 編曲：石崎光
  - テレビアニメ「迷家-マヨイガ-」エンディングテーマ
2. カフェイン （4:26）
  - 作詞・作曲：片平里菜 / 編曲：石崎光
3. ながれぼしのうた （2:13）
  - 作詞・作曲：片平里菜

### 初回限定盤DVD
2016年3月21日「そんなふうに愛することができる?」Zepp DiverCity公演ライブ映像
1. 誰にだってシンデレラストーリー
2. 女の子は泣かない
3. BAD GIRL
4. 最高の仕打ち
5. Love takes time